# Telespiele (Sendung)
Telespiele war eine Fernsehshow, die von 1977 an im Regionalprogramm des SWF, ab 1981 im Hauptprogramm der ARD lief. Moderator war Thomas Gottschalk.

## Geschichte
Das technische Konzept der Sendung wurde vom SWF-Techniker Erhard Möller entwickelt. Produzent war Holm Dressler. Die damals populären Telespiele wurden mit Kandidaten im Studio und am Telefon gespielt. Als Spiele gab es zum Beispiel Pong (auch als Teletennis bezeichnet), bei dem die Kandidaten mithilfe der Lautstärke ihrer Stimme am Telefon den Schläger am Rand des Spielfeldes bewegten. Später gab es unter anderem eine Pac-Man-Variante, bei der der Kandidat in einem Autoscooter per Lenkung die Spielfigur steuerte. Nach jeder Spielrunde konnte der Sieger sich Musikvideos oder Fernsehausschnitte wünschen. Der Finalsieger gewann zusätzlich ein Videospiel.
In der ersten Sendung am 11. November 1977 waren statt Zuschauerkandidaten Prominente am Telefon. Zu diesen Prominenten gehörten Ute Verhoolen und Tony Marshall. 1981 wurde die Show im ersten Programm ausgestrahlt, wo sie die Sendung Die Montagsmaler ersetzte und bis zu 40 % Marktanteil erreichte. Nachdem Gottschalk im selben Jahr zum ZDF gewechselt war, wurde die Show 1981 nach 29 Folgen eingestellt.
Titelmelodie der Sendung war Corn Flakes von Klaus Wunderlich.